# Olympische Sommerspiele 1984/Leichtathletik – Hochsprung (Männer)

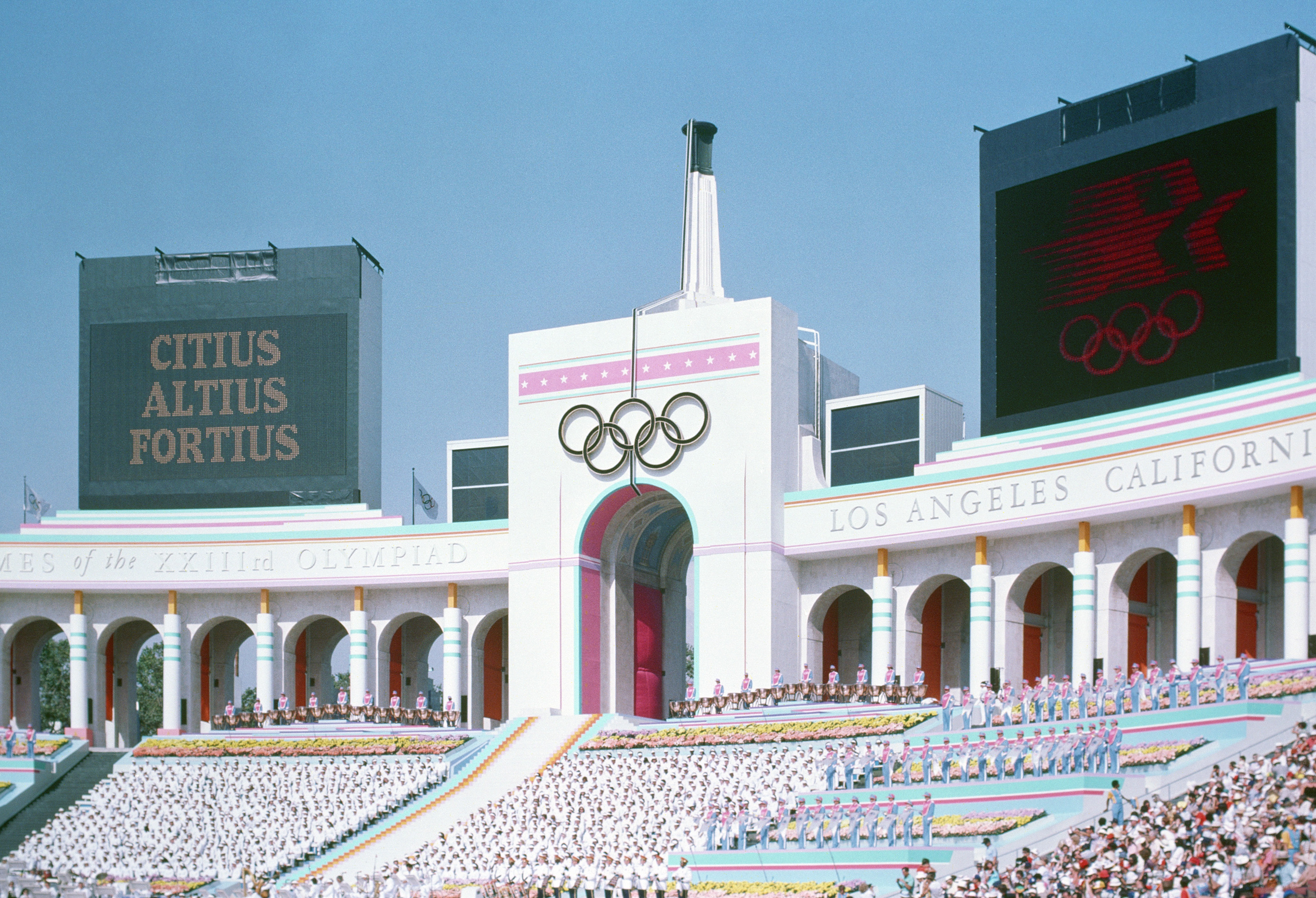
Blick auf des Eingangstor des Los Angeles Memorial Coliseum

Der Hochsprung der Männer bei den Olympischen Spielen 1984 in Los Angeles wurde am 10. und 11. August 1984 im Los Angeles Memorial Coliseum ausgetragen. Dreißig Athleten nahmen teil.
Olympiasieger wurde Dietmar Mögenburg aus der Bundesrepublik Deutschland. Er gewann vor dem Schweden Patrik Sjöberg und dem Chinesen Zhu Jianhua.
Neben dem Olympiasieger traten für die Bundesrepublik Deutschland Carlo Thränhardt und Gerd Nagel an. Nagel scheiterte in der Qualifikation. Thränhardt erreichte das Finale und wurde Zehnter.

Auch der Schweizer Roland Dalhäuser erreichte das Finale. Dort scheiterte er jedoch mit drei Fehlversuchen an seiner Anfangshöhe.

Springer aus Österreich und Liechtenstein nahmen nicht teil. Athleten aus der DDR waren wegen des Olympiaboykotts ebenfalls nicht dabei.

## Aktuelle Titelträger
| Olympiasieger 1980                      | Gerd Wessig ( DDR)                  | 2,36 m | Moskau 1980   |
| Weltmeister 1983                        | Hennadij Awdjejenko ( Sowjetunion)  | 2,32 m | Helsinki 1983 |
| Europameister 1982                      | Dietmar Mögenburg ( BR Deutschland) | 2,30 m | Athen 1982    |
| Panamerikanischer Meister 1983          | Francisco Centelles ( Kuba)         | 2,29 m | Caracas 1983  |
| Zentralamerika und Karibik-Meister 1983 | Jorge Alfaro ( Kuba)                | 2,25 m | Havanna 1983  |
| Südamerika-Meister 1983                 | Jorge Achanjo ( Brasilien)          | 2,14 m | Santa Fe 1983 |
| Asienmeister 1983                       | Zhu Jianhua ( Volksrepublik China)  | 2,31 m | Kuwait 1983   |
| Afrikameister 1982                      | Moussa Fall ( Senegal)              | 2,20 m | Kairo 1982    |

## Bestehende Rekorde
| Weltrekord         | 2,39 m | Zhu Jianhua ( Volksrepublik China) | Eberstadt, BR Deutschland (heute Deutschland)  | 10. Juni 1984  |
| Olympischer Rekord | 2,36 m | Gerd Wessig ( DDR)                 | Finale OS Moskau, Sowjetunion (heute Russland) | 1. August 1980 |

Der bestehende olympische Rekord wurde bei diesen Spielen nicht erreicht. Allerdings fehlte dem bundesdeutschen Olympiasieger Dietmar Mögenburg nur ein Zentimeter zu diesem Rekord. Der Weltrekord war um vier Zentimeter höher als Mögenburgs Ergebnis.

## Legende
Kurze Übersicht zur Bedeutung der Symbolik – so üblicherweise auch in sonstigen Veröffentlichungen verwendet:
| – | verzichtet   |
| o | übersprungen |
| x | ungültig     |

## Qualifikation
Datum: 10. August 1984
Für die Qualifikation wurden die Athleten in zwei Gruppen gelost. Die Qualifikationshöhe für den direkten Finaleinzug betrug 2,24 m. Da genau zwölf Springer (hellblau unterlegt) diese Höhe übersprangen, wurde das Finalfeld nicht weiter aufgefüllt.

### Gruppe A

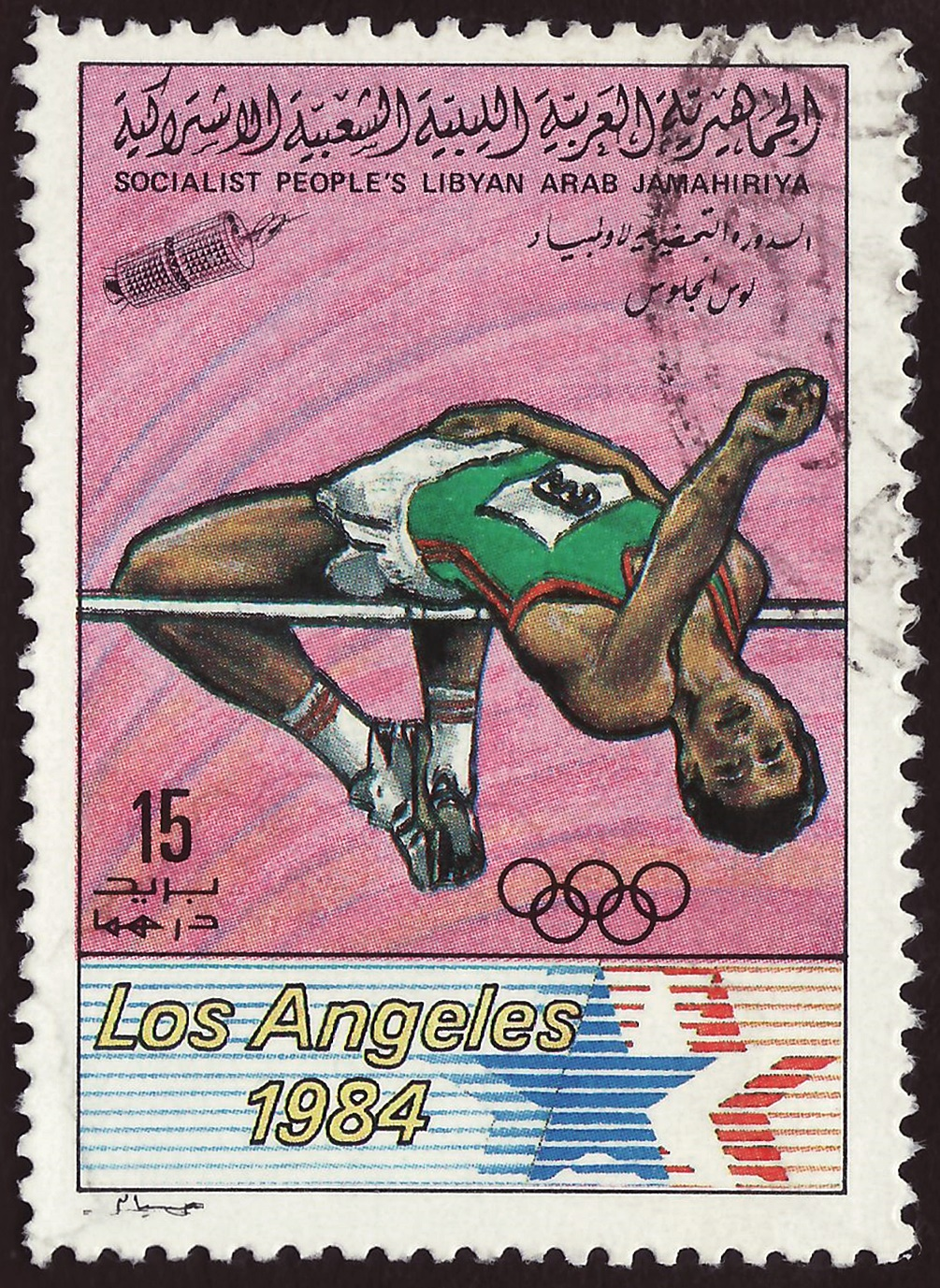
Hochsprung der Männer, dargestellt auf einer Briefmarke

| Platz | Name              | Nation              | 2,05 m | 2,10 m | 2,15 m | 2,18 m | 2,21 m | 2,24 m | Höhe   |
| ----- | ----------------- | ------------------- | ------ | ------ | ------ | ------ | ------ | ------ | ------ |
| 1     | Milton Goode      | USA                 | –      | –      | –      | o      | o      | o      | 2,24 m |
| 1     | Dietmar Mögenburg | BR Deutschland      | –      | –      | o      | –      | o      | o      | 2,24 m |
| 3     | Doug Nordquist    | USA                 | –      | –      | o      | o      | o      | o      | 2,24 m |
| 3     | Patrick Sjöberg   | Schweden            | –      | –      | o      | o      | o      | o      | 2,24 m |
| 3     | Zhu Jianhua       | Volksrepublik China | –      | o      | –      | o      | o      | o      | 2,24 m |
| 6     | Milton Ottey      | Kanada              | –      | o      | o      | o      | o      | o      | 2,24 m |
| 7     | Dwight Stones     | USA                 | –      | –      | o      | o      | xo     | o      | 2,24 m |
| 8     | Erkki Niemi       | Finnland            | –      | o      | o      | o      | o      | xo     | 2,24 m |
| 9     | Roland Dalhäuser  | Schweiz             | –      | –      | –      | –      | xxo    | xo     | 2,24 m |
| 10    | Carlo Thränhardt  | BR Deutschland      | o      | –      | x-     | –      | o      | xxo    | 2,24 m |
| 11    | Eddy Annys        | Belgien             | –      | –      | o      | –      | xo     | xxx    | 2,21 m |
| 12    | Takao Sakamoto    | Japan               | –      | o      | o      | o      | xo     | xxx    | 2,21 m |
| 13    | Gerd Nagel        | BR Deutschland      | o      | xo     | o      | o      | xxx    |        | 2,18 m |
| 14    | Franck Verzy      | Frankreich          | –      | o      | xo     | –      | xxx    |        | 2,15 m |
| NM    | Stephen Wray      | Bahamas             | –      | –      | xxx    |        |        |        | ogV    |

### Gruppe B
| Platz | Name              | Nation              | 2,05 m | 2,10 m | 2,15 m | 2,18 m | 2,21 m | 2,24 m | Höhe   |
| ----- | ----------------- | ------------------- | ------ | ------ | ------ | ------ | ------ | ------ | ------ |
| 1     | Liu Yunpeng       | Volksrepublik China | –      | o      | o      | –      | o      | o      | 2,24 m |
| 2     | Cai Shu           | Volksrepublik China | –      | o      | o      | –      | o      | xo     | 2,24 m |
| 3     | Thomas Eriksson   | Schweden            | –      | o      | o      | xo     | o      | xxx    | 2,21 m |
| 4     | John Atkinson     | Australien          | o      | o      | o      | xo     | o      | xxx    | 2,21 m |
| 5     | Geoff Parsons     | Großbritannien      | –      | –      | o      | –      | xo     | xxx    | 2,21 m |
| 6     | Hrvoje Fižuleto   | Jugoslawien         | o      | xxo    | xo     | o      | xxx    |        | 2,18 m |
| 7     | Alain Metellus    | Kanada              | –      | o      | o      | xo     | xxx    |        | 2,18 m |
| 8     | Clarence Saunders | Bermuda             | –      | o      | o      | xxo    | xxx    |        | 2,18 m |
| 9     | Novica Čanović    | Jugoslawien         | –      | –      | o      | –      | xxx    |        | 2,15 m |
| 9     | Dimitrios Kattis  | Griechenland        | –      | –      | o      | xxx    |        |        | 2,15 m |
| 11    | Desmond Morris    | Jamaika             | –      | xo     | xo     | xxx    |        |        | 2,15 m |
| 12    | Tin-Sau Lam       | Hongkong            | o      | xo     | xxx    |        |        |        | 2,10 m |
| 12    | Chin-Chiang Liu   | Chinesisch Taipeh   | o      | xo     | xxx    |        |        |        | 2,10 m |
| 14    | Mutale Mulenga    | Sambia              | xo     | xxx    |        | style  |        |        | 2,05 m |
| NM    | Mark Naylor       | Großbritannien      | –      | xxx    |        |        |        |        | ogV    |

## Finale

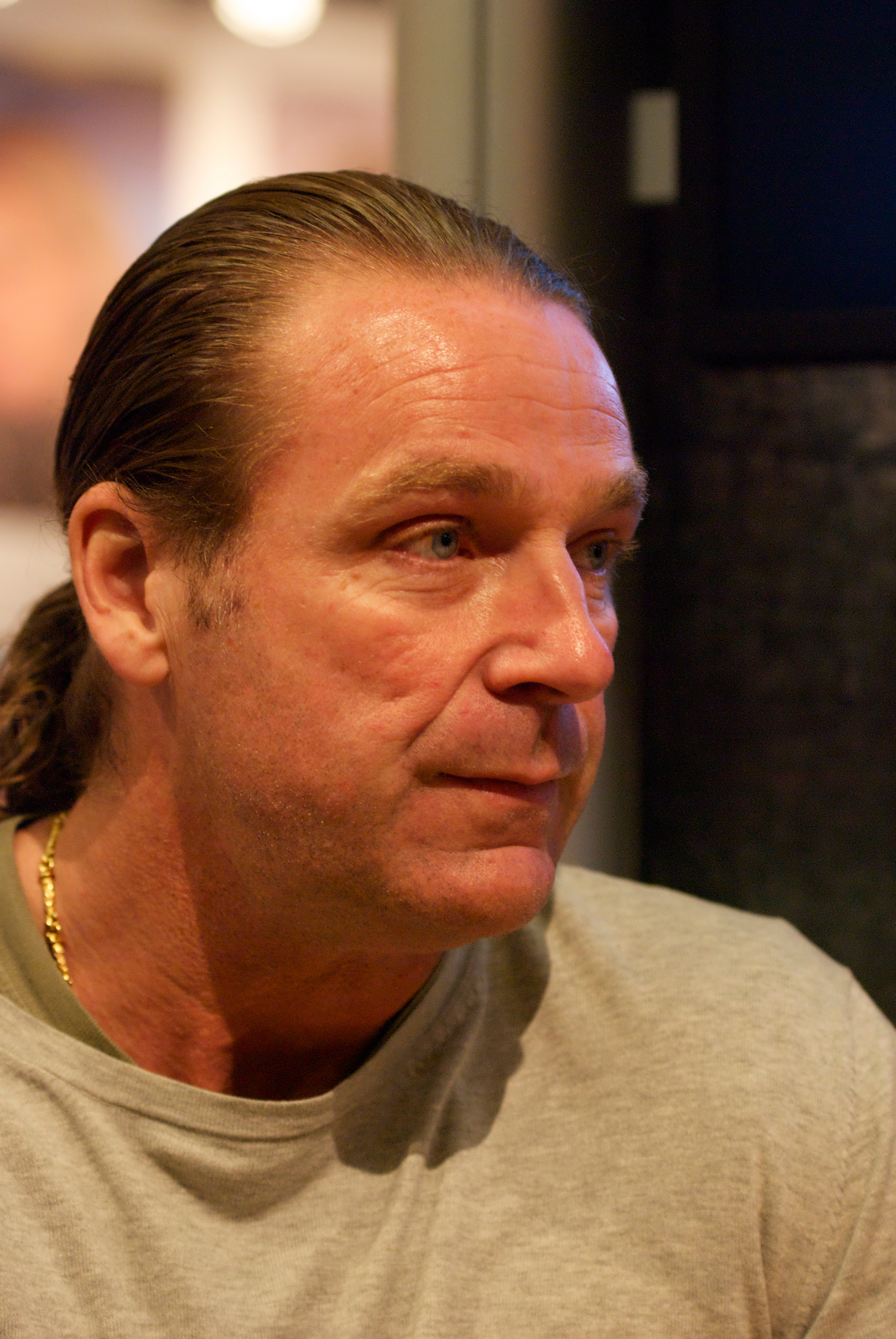
Patrik Sjöberg (hier im Jahr 2011) gewann die Silbermedaille

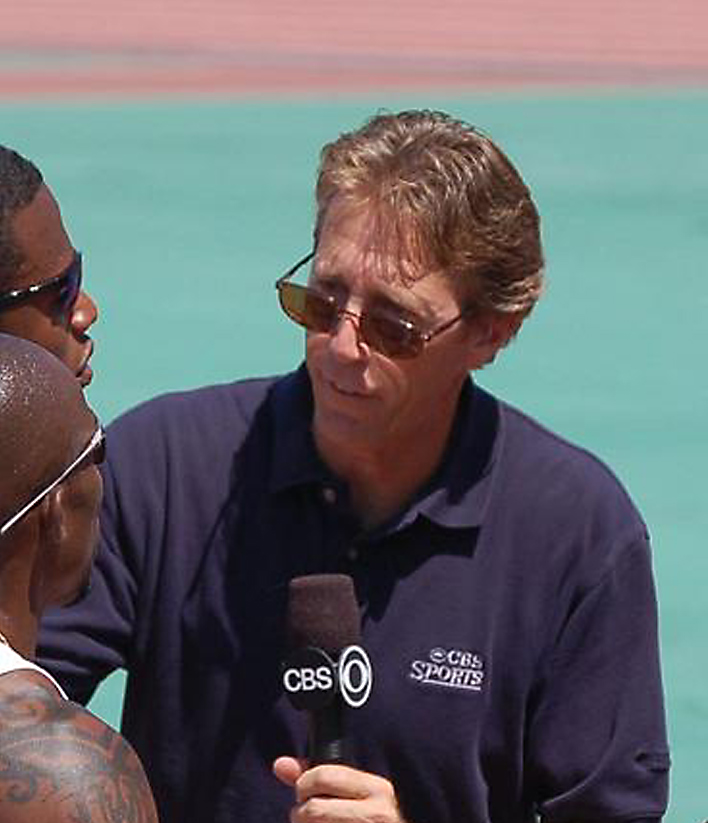
Dwight Stones (Foto: 2005) erreichte Platz vier

Datum: 11. August 1984
| Platz | Name              | Nation              | 2,15 m | 2,18 m | 2,21 m | 2,24 m | 2,27 m | 2,29 m | 2,31 m | 2,33 m | 2,35 m | 2,40 m | Endresultat |
| ----- | ----------------- | ------------------- | ------ | ------ | ------ | ------ | ------ | ------ | ------ | ------ | ------ | ------ | ----------- |
| 1     | Dietmar Mögenburg | BR Deutschland      | o      | –      | o      | –      | o      | –      | o      | o      | o      | xxx    | 2,35 m      |
| 2     | Patrik Sjöberg    | Schweden            | –      | –      | o      | –      | xo     | o      | xo     | xo     | xxx    |        | 2,33 m      |
| 3     | Zhu Jianhua       | Volksrepublik China | o      | –      | o      | –      | o      | –      | o      | x-     | xx     |        | 2,31 m      |
| 4     | Dwight Stones     | USA                 | –      | o      | –      | o      | –      | x-     | o      | xxx    |        |        | 2,31 m      |
| 5     | Doug Nordquist    | USA                 | –      | o      | –      | o      | o      | o      | xxx    |        |        |        | 2,29 m      |
| 6     | Milton Ottey      | Kanada              | o      | –      | o      | xo     | xo     | o      | xxx    |        |        |        | 2,29 m      |
| 7     | Liu Yunpeng       | Volksrepublik China | o      | –      | o      | o      | xxo    | xo     | xxx    |        |        |        | 2,29 m      |
| 8     | Cai Shu           | Volksrepublik China | o      | –      | xo     | o      | xo     | x-     | xx     |        |        |        | 2,27 m      |
| 9     | Erkki Niemi       | Finnland            | o      | –      | xo     | xxo    | xxx    |        |        |        |        |        | 2,24 m      |
| 10    | Carlo Thränhardt  | BR Deutschland      | xo     | –      | xx-    | x      |        |        |        |        |        |        | 2,15 m      |
| NM    | Roland Dalhäuser  | Schweiz             | –      | –      | xxx    |        |        |        |        |        |        |        | ogV         |
| NM    | Milton Goode      | USA                 | –      | –      | xxx    |        |        |        |        |        |        |        | ogV         |

Für das Finale am 11. August 1984 hatten sich zwölf Springer qualifiziert: drei Chinesen, drei US-Amerikaner, zwei Springer aus der Bundesrepublik Deutschland, sowie jeweils ein Springer aus der Schweiz, Finnland, Schweden und Kanada.
Als Favoriten galten Europameister Dietmar Mögenburg, BR Deutschland, sowie der chinesische Weltrekordhalter Zhu Jianhua. Medaillenchancen wurden daneben vor allem dem US-Springer Dwight Stones eingeräumt, der 1972 und 1976 jeweils die Bronzemedaille gewonnen hatte. Weitere Anwärter auf vordere Platzierungen waren wie die bundesdeutschen Hochspringer Carlo Thränhardt und Gerd Nagel verletzt angetreten oder konnten gar nicht erst teilnehmen. Dazu gehörten die starken Athleten aus den Boykottstaaten wie Weltmeister Hennadij Awdjejenko, UdSSR, sein Landsmann Igor Paklin und Vizeeuropameister Janusz Trzepizur aus Polen.
Mit dem Schweizer Roland Dalhäuser und dem US-Amerikaner Milton Goode blieben im Finale zwei Athleten ohne gültigen Versuch. Bei 2,29 m waren noch acht Springer im Rennen. Sieben von ihnen hatten die vorige Höhe übersprungen, Dwight Stones hatte diese ausgelassen. 2,29 m wurden von vier Springern übersprungen, zwei ließen die Höhe aus und zwei waren einmal gescheitert und hatten sich zwei Versuche aufgespart, um 2,31 m anzugehen. Vier der jetzt noch im Wettbewerb befindlichen Springer scheiterten an 2,31 m. Dies waren die beiden Chinesen Cai Shu (im Endresultat Rang acht) und Liu Yunpeng (Rang sieben), der Kanadier Milton Ottey (Sechster) und der US-Amerikaner Doug Nordquist (Fünfter).
Die nächste Höhe von 2,33 m war diesmal zu hoch für Stones, der dreimal scheiterte und damit am Ende Vierter wurde. Auch Jianhua hatte einmal gerissen und nahm sein beiden verbleibenden Versuche mit in die nächste Höhe. Der Schwede Patrik Sjöberg hatte einen Fehlversuch, bevor er die Höhe übersprang. Mögenburg gelang dies gleich im ersten Versuch. Auch 2,35 m bewältigte Mögenburg mit seinem ersten Sprung. Sjöberg riss dreimal, auch Jianhua scheiterte mit seinen beiden ihm verbliebenen Versuchen. Damit war Dietmar Mögenburg Olympiasieger, Silber ging an Patrik Sjöberg, Bronze an Zhu Jianhua, der bis 2,31 m einen Fehlversuch weniger als Stones – ebenfalls 2,31 m – hatte. Mögenburg ließ anschließend noch die neue Weltrekordhöhe von 2,40 m auflegen, scheiterte jedoch dreimal.
Dietmar Mögenburg errang den ersten Olympiasieg im Hochsprung für die Bundesrepublik Deutschland.

Zhu Jianhua war der erste chinesische Medaillengewinner in dieser Disziplin.

Zum zweiten Mal blieb die US-Mannschaft bei einer Teilnahme ohne Medaillengewinn im Hochsprung. Das erste Mal war dies 1980 in Moskau der Fall gewesen, als die Vereinigten Staaten wegen des Olympiaboykotts nicht teilgenommen hatten.

## Videolinks
- Olympics - 1984 Los Angeles - Track & Field - Mens High Jump - USA Dwight Stones imasportsphile, youtube.com, abgerufen am 10. November 2021
- Olympics - 1984 Los Angeles - Track & Field - Mens High Jump - USA Norquist & USA Stones imasports, youtube.com, abgerufen am 10. November 2021
- Los Angelesin 1984 olympialaisten korkeusfinaali, youtube.com, abgerufen am 11. Januar 2018